# Anna Kuczera
Anna Kuczera, z d. Borowska (ur. 4 lipca 1994) – polska judoczka.
Zawodniczka klubów: KS Polonia Rybnik (2008-2016), KS „Kejza Team” Row Rybnik (od 2016
). Mistrzyni Europy juniorek 2014.  Złota (2016: Kazań) oraz srebrna (2017: Warszawa) medalistka mistrzostw Europy w turnieju drużynowym. Złota medalistka zawodów Grand Prix w Taszkencie w 2017. Zwyciężczyni zawodów o Puchar Świata (2017: Praga, Casablanca) i Europy (2016: Sarajewo). Wicemistrzyni Polski 2015 oraz trzykrotna brązowa medalistka mistrzostw Polski (2012, 2014, 2017). Występuje w kategorii do 57 kg.
W 2020 poślubiła judokę Piotra Kuczerę.